# ターンバイターンナビゲーション

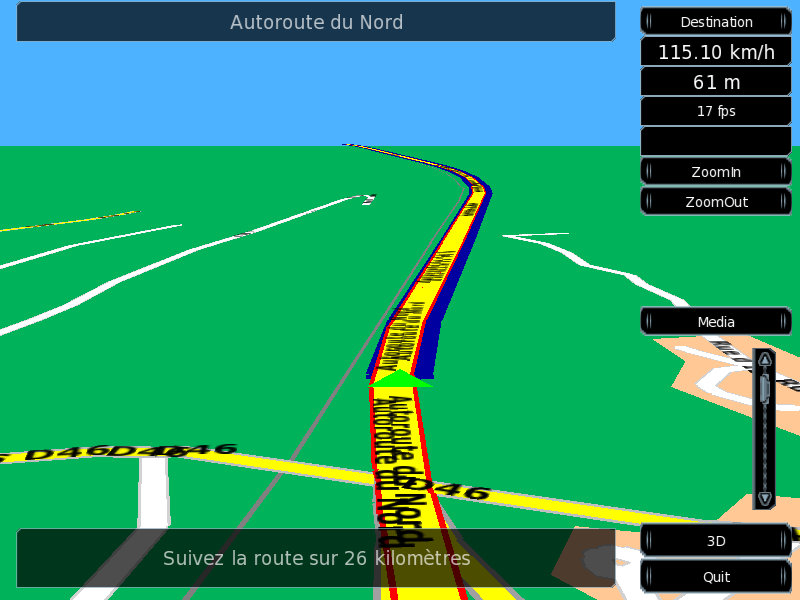
Navitによるターンバイターンナビゲーション

ターンバイターンナビゲーション（英語: Turn-by-turn navigation）は、GPSナビゲーション機器における、目的地へのルートをたどるために進むべき方向を映像や音声によって逐次表示する機能である。
機器は目的地への移動中に現在地や現在の進行方向に応じてその時点で最適なルートをユーザーに示す。また、交通状況や道路状況の変化に合わせてルートを変更する。
多くの機器で合成音声によって右左折、道路の名称、右左折までの距離がユーザーに伝えられる。

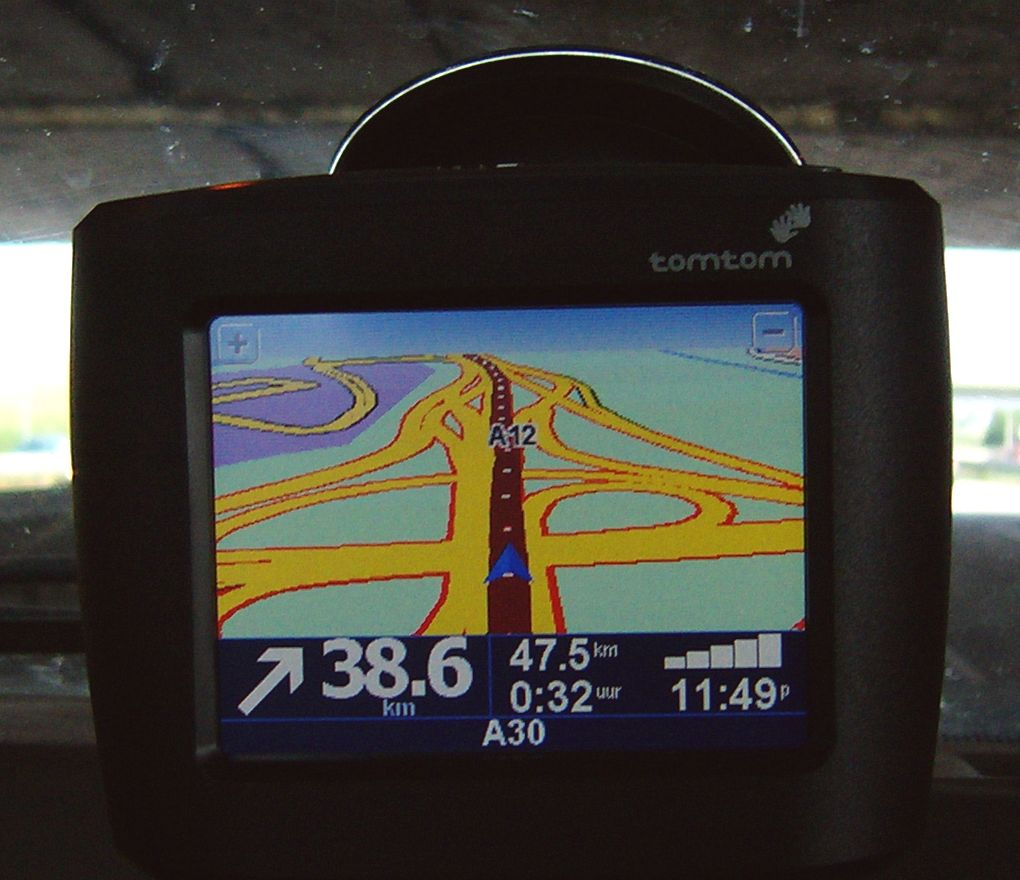
TomTomによる端末

2018年現在、日本国内で一般に普及しているカーナビゲーション はこのターンバイターンナビゲーションの機能も、地図表示の両方の機能を持ち合わせている。ターンバイターンナビゲーションはこのうち地図表示がないものであったり、地図はあるが矢印中心で簡易地図のものを指していた。2018年現在では前述のような簡易型やスマーフォンアプリのナビことを指し、日本で普及しているインダッシュ型カーナビについてはターンバイターンナビゲーションと呼ばない事が多い。